# Георгије Флоровски
Георгије Флоровски (рус. Георгий Васильевич Флоровский; Одеса, 9. септембар 1893 — Принстон, 11. август 1979) био је руски православни теолог и историчар хришћанске мисли, водећа личност оспораваног Екуменистичког покрета у Хришћанству и тумач руске филологије.

## Биографија
Георгије Флоровски се родио у Одеси, у тадашњој императорској Русији, у једном периоду у коме је цветао образовни оглед царског двора који је изнедрио многе значајне личности у светској књижевности, сликарству, музици, медицини и уметности. Његов отац био је директор Богословске Академије и настојатељ Храма Преображења, док је његова мајка, Клаудија била ћерка професора хебрејског и грчког језика. Први научни рад Флоровског имао је наслов Рефлексно лучење пљувачке, издат је под менторством једног од ученика Павлова, и објављен је на енглеском 1917. године у последњем Билтену Царске Академије Наука.
Флоровски је 1920. године са родитељима и братом Антонијем отишао из Русије и настанио се у Софији. Оставио је за собом брата Василија, хирурга, који је умро од изгладнелости, и сестру Клаудију Флоровску која је постала професор историје на Универзитету у Одеси. Године 1921. године председник Чехословачке, Томаш Масарик позвао је Флоровског и његовог брата Антонија у Праг. Тамо је Флоровски предавао филозофију права, у време када је Антоније постао професор историје на Универзитету у Прагу.
Године 1922. Георгије Флоровски се оженио Ксенијом Ивановом Симоновом и преселио се у Париз, где је заједно са осталима основао Богословски Институт светог Сергија и ту предавао Патристику (1926-1948). Године 1932. године бива хиротонисан у јереја и потпада под канонску послушност цариградском патријарху.
Године 1948. прелази у САД и постаје професор Богословије при Богословском Семинару Светог Владимира од (1948 до 1955) и декан од 1950. године. Од 1954. до 1965. године био је професор историје Источне Цркве на Богословском Факултету на Харварду, и истовремено (1962-1965) професор-сарадник на одсеку за Славистику и на одсеку за Богословију факултета Свети крст (енгл. Holy Cross) од 1955 до 1959.
Иако су предавања Флоровског на Одсеку за Славистику (на Харврдском Универзитету) била само спорадична, он је доста допринео да се образује једна генерација Американаца специјализованих за руску духовну културу. Његов велики утицај у овом раздобљу не потиче од сваког појединачног предавања, већ од времена и мисли које је посветио несвојственим круговима који су се повремено стварали око њега на Кембриџу, тј. који су прочитали његово дело Путеви руског Богословља (тада само на руском), а које је годинама представљало једну врсту забрањене књиге за обичне студенте руске духовне историје.
Године 1964. Флоровски је изабран за директора Екуменског Института који је основао папа Павле VI близу Јерусалима. Био је члан Националног савета цркава и Светског Савета цркава, као и потпредседник Националног Савета цркава (од 1954. до 1957. године).
Када је отишао са Харварда, почасни председник Флоровски је предавао од 1965. до 1972. на одсеку за Славистику Универзитета Принстон, где је кренуо да држи предавања од 1964. и био је гост-саговорник на тему Патристике на Богословском Семинару Принстон Универзитета од 1962. године, а касније наизменично после повлачења са Универзитета. Последње предавање одржао је у јесењем полугодишту 1978/79 на Богословском Семинару на Принстону.
Флоровски је у својој каријери примио велики број почасних докторских диплома од стране Универзитета св. Андреје, Бостонског, Нотр Дам, Принстона, Солунског Универзитета, Јејла, као и Богословског Семинара св. Владимира. Био је чланом или почасним чланом Атинске Академије, Америчке Академије Наука и Уметности, Британске Академије, као и братства св. Албана и св. Сергија. Без сумње велики зналац, Флоровски је током свог живота био привучен струји екуменизма, на којој му многи православни замерају.
Светски познат богослов, будући да га је научно усавршавање довело до места предавача на најважнијим водећим универзитетима и колеџима у САД, умро је у Принстону, Њу Џерзи, у 86. години.

## Дела
- Eastern Fathers of the Fourth Century (1931. Париз)
- The Ways of Russian Theology (online)
- The Catholicity of the Church online
- The Lost Scriptural Mind online
- On Church and Tradition: An Eastern Orthodox View online
- St. John Chrysostom. The Prophet of Charity online Архивирано на веб-сајту  (17. децембар 2004)
- The Ascetic Ideal and the New Testament. Reflections on the Critique of the Theology of the Reformation online
- The Limits of the Church, Church Quarterly Review, 1933 (online)
- Following the Holy Fathers (Excerpt of The Collected Works of Georges Florovsky Vol. IV, "Patristic Theology and the Ethos of the Orthodox Church," Part II, p. 15-22) online
- St Gregory Palamas and the Tradition of the Fathers, 1961 online
- Revelation and Interpretation online
- Scripture and Tradition: an Orthodox View online
- The Work of the Holy Spirit in Revelation online
- Holy Icons online
- Сабрана дела објављене 1972-1979 (vol. 1-5) у Белмонту, Масачусетс, Nordland Pub., and 1987-1989 (vol. 6-14) in Vaduz, Europa, Büchervertriebsanstalt.
  - Сабрана дела, Том 1: Bible, Church, Tradition
  - Сабрана дела, Том 2: Christianity and Culture online
  - Сабрана дела, Том 3: Creation and Redemption [excerpts online]
  - Сабрана дела, Том 4: Aspects of Church History online
  - Сабрана дела, Том 5: Ways of Russian Theology, Part I
  - Сабрана дела, Том 6: Ways of Russian Theology, Part II
  - Сабрана дела, Том 7: Eastern Fathers of the Fourth Century
  - Сабрана дела, Том 8: Byzantine Fathers of the Fifth Century
  - Сабрана дела, Том 9: Byzantine Fathers of the Sixth to Eight Centuries
  - Сабрана дела, Том 10: Byzantine Ascetic and Spiritual Fathers
  - Сабрана дела, Том 11: Theology and Literature
  - Сабрана дела, Том 12: Philosophy
  - Сабрана дела, Том 13: Ecumenism I: A Doctrinal Approach
  - Сабрана дела, Том 14: Ecumenism II: An Historical Approach